# La Nuit de la mort
Pour plus de détails, voir Fiche technique et Distribution.
La Nuit de la mort est un film d'horreur français de Raphaël Delpard et Richard Joffo avec Charlotte de Turckheim tourné en 1980. Il a également été intitulé Les Griffes de la Mort dans certaines éditions vidéo. 
Ses effets spéciaux peu crédibles, son scénario capillotracté et son ton se voulant revendicatif font qu'il est aujourd'hui communément considéré comme un nanar  par nanarland, tout du moins.

## Synopsis
Martine décide de se prendre un poste d'infirmière-gouvernante dans une maison de retraite après avoir quitté Serge. Y rencontrant une irascible collègue Nicole Clément (Charlotte de Turckheim), elle découvrira que l'autoritaire directrice Mademoiselle Hélène et tous les vieux pensionnaires semblent tous mijoter quelque chose de pas net la nuit, car ces vieillards et les responsables de l'établissement sont cannibales.

## Fiche technique
- Réalisation : Raphaël Delpard, assisté de Michel Campioli
- Scénario : Raphaël Delpard et Richard Joffo
- Décors : Jean-Marie Cristofari
- Photographie : Marcel Combes
- Son : Daniel Héron
- Montage : Huguette Boisvert
- Musique : Laurent Petitgirard
- Coordinateur des effets spéciaux : Pascal Rovier
- Producteurs délégués : Raphaël Delpard et Claude Pierson
- Sociétés de production : Paris Occitanie Production et Pierson Productions
- Directeur de production : Michel Gallon
- Société de distribution : Discop
- Pays :  France
- Langue originale : français
- Format : couleur - 1,66:1 - 35 mm
- Genre : horreur
- Durée : 91 minutes
- Date de sortie :	
  - France : 22 octobre 1980
- Film interdit aux moins de 16 ans[2]

## Distribution
- Isabelle Goguey : Martine
- Charlotte de Turckheim : Nicole
- Michel Flavius : Flavien
- Betty Beckers : Hélène
- Jean Ludow : Léon
- Jeannette Batti : Marie-Madeleine
- Michel Debrane : Jules
- Germaine Delbat : Florentine
- Georges Lucas : Pascal
- Denise Montréal : Emilia
- Ernest Menzer : Armand
- Pierre Helliet : Le laitier
- Michel Duchezeau : Serge
- Jean-Paul Lilienfeld : Le voyou
- Richard Joffo : L'homme dans la voiture
- Nicole Landan : La femme dans la voiture

## Autour du film
- Le film a été édité sous le titre Les Griffes de la Mort lors de sa sortie vidéo en 1988, chez Colombus Video. Il est reparu sous son titre original en 2003, lors de sa réédition en DVD, dans la collection « DVD Cauchemar ». En 2019,le film a été restauré et fait l'objet d'un combo Blu-Ray/DVD chez l'éditeur Le Chat qui fume avec en bonus des interviews du réalisateur Raphaël Delpard et de l'actrice principale Isabelle Goguey.